# Калус
Калусни растения представляват неорганизирана маса от делящи се паренхимни клетки, получени от растителна тъкан (експланти) за използване в изследвания в областта на биологията и биотехнологиите.
В растителната биология калусните клетки са такива клетки, които се развиват вследствие от нараняване, причинено от физични и химични фактори.

## История
Първите калусни култури са развити през 1939 г. Растителни клетки извършващи недертеминиран растеж, водещ към тотипотентност.
- Gautheret and Nobecourt – калус от корен на морков в среда, съдържаща ауксин (автотрофен за цитокинин);
- Уайт – Nicotiana glauca x N. langsdorffii, хибрид, образуващ тумори.

## Типове клетки
По-голямата част клетки в калусната тъкан са неорганизирани, които само се делят и нарастват – недиференцирани клетки (меристемни). Има и клетки, които са диференцирани – продукт на клетъчната диференциация, т.е. специализирани клетъчни типове с определени функции.